# Edmonson (Texas)
Edmonson es un pueblo ubicado en el condado de Hale en el estado estadounidense de Texas. En el Censo de 2010 tenía una población de 111 habitantes y una densidad poblacional de 100,13 personas por km².

## Geografía
Edmonson se encuentra ubicado en las coordenadas 34°16′45″N 101°53′48″O / 34.27917, -101.89667. Según la Oficina del Censo de los Estados Unidos, Edmonson tiene una superficie total de 1.11 km², de la cual 1.11 km² corresponden a tierra firme y (0%) 0 km² es agua.

## Demografía
Según el censo de 2010, había 111 personas residiendo en Edmonson. La densidad de población era de 100,13 hab./km². De los 111 habitantes, Edmonson estaba compuesto por el 80.18% blancos, el 0% eran afroamericanos, el 1.8% eran amerindios, el 0% eran asiáticos, el 0% eran isleños del Pacífico, el 17.12% eran de otras razas y el 0.9% pertenecían a dos o más razas. Del total de la población el 64.86% eran hispanos o latinos de cualquier raza.